# Rosa Tenorio
Rosa Tenorio (* 2. Oktober 1984 in Guayaquil) ist eine ecuadorianische Gewichtheberin.
Sie belegte bei den Weltmeisterschaften 2006 den 21. Platz in der Klasse bis 63 kg. 2007 wurde sie wegen eines Dopingverstoßes bis 2009 gesperrt. Bei den Panamerikameisterschaften 2010 erreichte sie den neunten Platz in der Klasse bis 75 kg. 2011 wurde sie bei den Panamerikanischen Spielen Vierte in der Klasse bis 69 kg. 2012 nahm sie an den Olympischen Spielen in London teil, bei denen sie Elfte wurde. Danach wechselte sie wieder in die Klasse bis 75 kg und erreichte bei den Panamerikameisterschaften 2013 den siebten und den Weltmeisterschaften 2013 den zehnten Platz. Außerdem konnte Tenorio in diesem Jahr bei den Südamerikameisterschaften die Bronzemedaille und bei den Juegos Bolivarianos die Silbermedaille gewinnen. 2014 gewann sie bei den Südamerikaspielen Bronze.